# Bergstaden Røros
Bergstaden Røros, i Norge, upptogs på Unescos världsarvslista 1980. 
Kopparbrytningen i Røros pågick mellan 1644 och 1977. Stora delar brändes ned av svenska trupper 1678 och 1679, men staden återuppbyggdes i samma stil med trånga gränder och låga stugor. Här finns också en stor kyrka i sten. 
Berg- i namnet syftar på att staden byggdes kring gruvverksamhet.